# Ционистко окупационно правителство
Ционистко окупационно правителство (на англ.: Zionist Occupation Government или Zionist Occupied Government, с абревиатура ZOG) е антисемитска конспиративна теория, според която евреите тайно управляват дадена държава, докато официалното правителство е само марионетен режим.
Изразът се използва от антисемитски настроени групи, като белите супремацисти в САЩ, и Европа, ултранационалистите и десните екстремисти.
Думата ционистко в словосъчетанието ционистко окупационно правителство идва от понятието ционизъм – националистическото движение, търсещо създаването на единна еврейска държава в Ерец Израел. В контекста на това словосъчетание обаче думата ционистко не носи това значение, доколкото теоретиците на конспирацията я използват, за да назовават с нея и държави извън Ерец Израел. Тази употреба на понятието портретира евреите като конспиратори, търсещи да получат контрол над света, подобно на изложеното в Протоколите на Ционските мъдреци.